# 疣眼吉氏指鰧
疣眼吉氏指鰧（學名：Gillellus uranidea），為輻鰭魚綱䲁形目指鰧科吉氏指鰧屬的一個種，分布於中西大西洋美國佛羅里達州、巴哈馬至巴拿馬海域，深度1至12公尺，本魚體扁，向尾部逐漸變細，眼長於頭頂，不在柄上，尖端有一圈皮瓣，鼻孔管狀，口上翹，下頜突出，下唇有4個皮瓣，上唇無，鰓蓋上部有一褶邊皮瓣，背鰭硬棘11-15枚、背鰭軟條14-17枚、臀鰭硬棘2枚、臀鰭軟條21-24枚，腹鰭著生於喉下，每節有1-3根鰭條，鱗片大，光滑，側線拱段有22-27片鱗片，直段有11-15片，體色為蒼白色，側面和背部略帶棕色，從頸背到尾鰭基部有4-5個寬闊的深色鞍狀線，頭部前方常有深色斑點或斑塊，體長可達5公分，棲息在有沙底質海床，具有生物螢光，即當受到藍光或紫外光照射時，它們會重新反射黃紅色光，其外觀與白光照射下不同，生物螢光可能有助於種內通訊和偽裝。